# Cuscuta lacerata
Cuscuta lacerata är en vindeväxtart som beskrevs av Truman George Yuncker. Cuscuta lacerata ingår i släktet snärjor, och familjen vindeväxter. Inga underarter finns listade i Catalogue of Life.